# Lavinia della Rovere

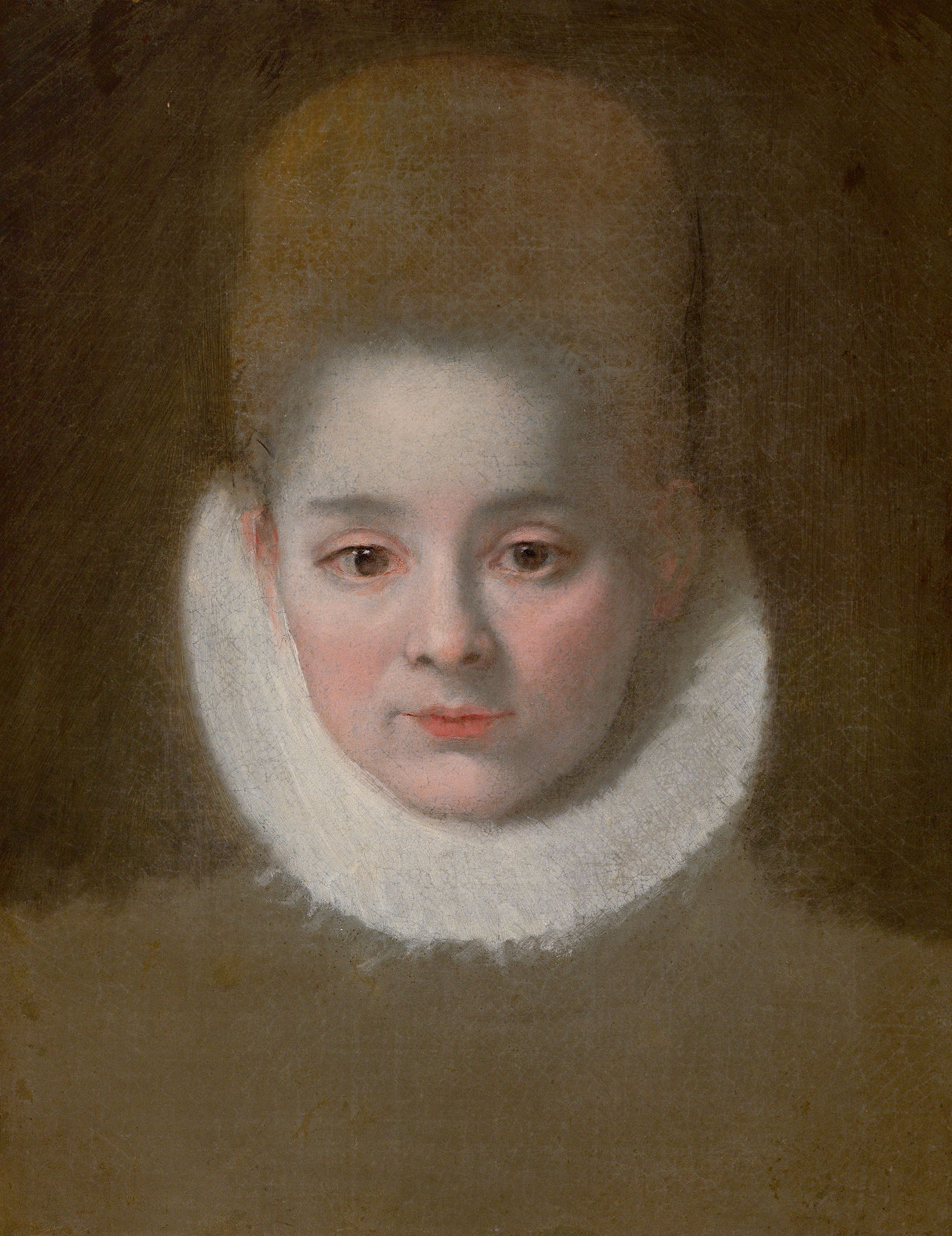
Mutmaßliches Porträt der Lavinia della Rovere von Federico Barocci

Lavinia della Rovere, auch: Lavinia Feltria della Rovere (* 16. Januar 1558 in Pesaro; † 7. Juni 1632 in Castellone), Prinzessin von Urbino, war die Ehefrau von Alfonso Felice d’Avalos d’Aquino d’Aragona (1564–1593) und wurde dadurch zur Principessa di Francavilla, Marchesa del Vasto und von Pescara etc. Lavinia hinterließ in Italien, aber auch in Deutschland und Österreich eine größere Nachkommenschaft, die durch sie mit den führenden Dynastien der Renaissance in Italien verbunden ist.

## Herkunft

Stammwappen der Familie della Rovere

Lavinia stammte aus dem Haus Della Rovere, das von bescheidenen Anfängen in der Stadt Savona (Region Ligurien, Italien) in die erste Reihe der italienischen Fürstenhäuser aufstieg. Dies primär dank der besonderen Tüchtigkeit von zwei Mitgliedern der Familie: Der eine war Francesco della Rovere (1414–1484): erst Mönch dann Kardinal und regierte zuletzt als Papst Sixtus IV. von 1471 bis 1484. An ihn erinnert in Rom die Sixtinische Kapelle und der Ponte Sisto. Der andere war dessen Neffe, Giuliano della Rovere (1443–1513), der von 1503 bis 1513 als Papst Julius II. regierte. Er war einer der berühmtesten Päpste der Renaissance und wurde wegen seiner kriegerischen Neigungen „il Papa Terribile“ genannt.
Lavinia selbst stammt von Giovanni della Rovere (1457–1501) ab. Er war ein Neffe von Papst Sixtus IV. und ein Bruder von Papst Julius II., ein Condottiere, der 1474 zum Herren von Senigallia, 1475 zum Präfekten der Stadt Rom sowie zum Duca (Herzog) von Sora und Arce erhoben wurde. Durch seine Ehe mit Giovanna da Montefeltro (* 1463 in Urbino; † 1514 ebenda), einer Schwester des Guidobaldo I. da Montefeltro Herzog von Urbino (reg. 1482–1508), kam er in Schwägerschaft mit wichtigen italienischen Fürstenhäusern, wie den Gonzaga, den Este und den Sforza.

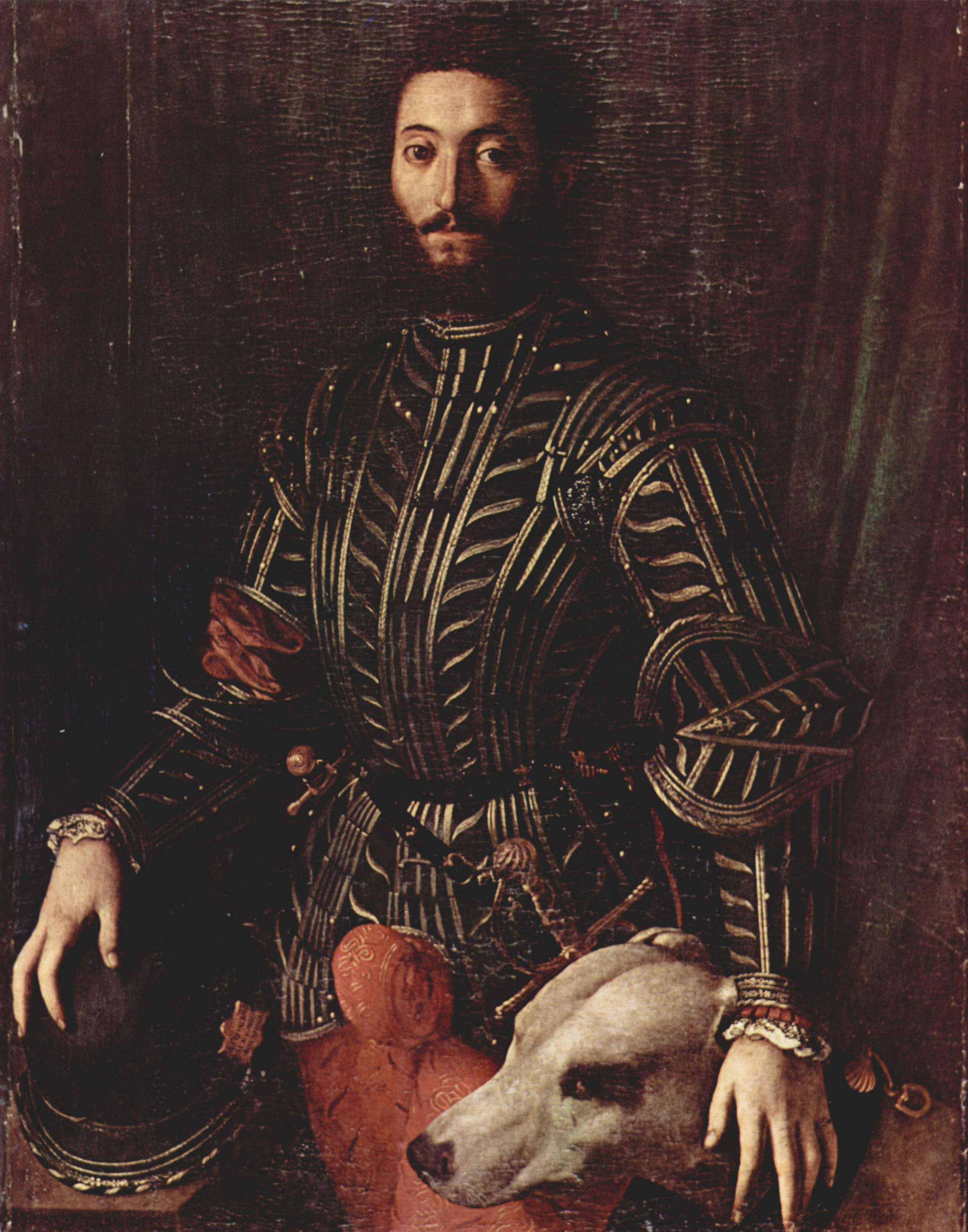
Porträt des Guidobaldo II. della Rovere von Agnolo Bronzino.

Isabella war eine Tochter von Guidobaldo II. della Rovere (1514–1574), 5. Herzog von Urbino (reg. 1538–1574), Graf von Montefeltro, Graf von Massa Trabaria, ständiger päpstlicher Vikar (Statthalter) in Urbino, Cagli, Gubbio und Assisi, sowie Herr von Mondavio, von Senigallia etc. Ritter des Ordens vom Goldenen Vlies 1561, Generalkapitän der Katholischen Kirche 1553 bis 1557, Generalgouverneur der Streitkräfte der Republik Venedig 1546, Kustode des Konklave von 1555 und Generalkapitän der spanischen Truppen in Italien.
Lavinias Mutter war die zweite Frau ihres Vaters, Vittoria Farnese (1521–1602), Prinzessin von Parma und Piacenza, eine Tochter von Pier Luigi II. Farnese (1503–1547), der – dank seinem Vater – Papst Paul III. – im Jahre 1537 zum Duca (Herzog) von Castro, 1538 zum Markgrafen von Novara (im Piemont) und 1545 zum 1. Herzog von Parma und Piacenza seines Hauses erhoben wurde.

## Leben

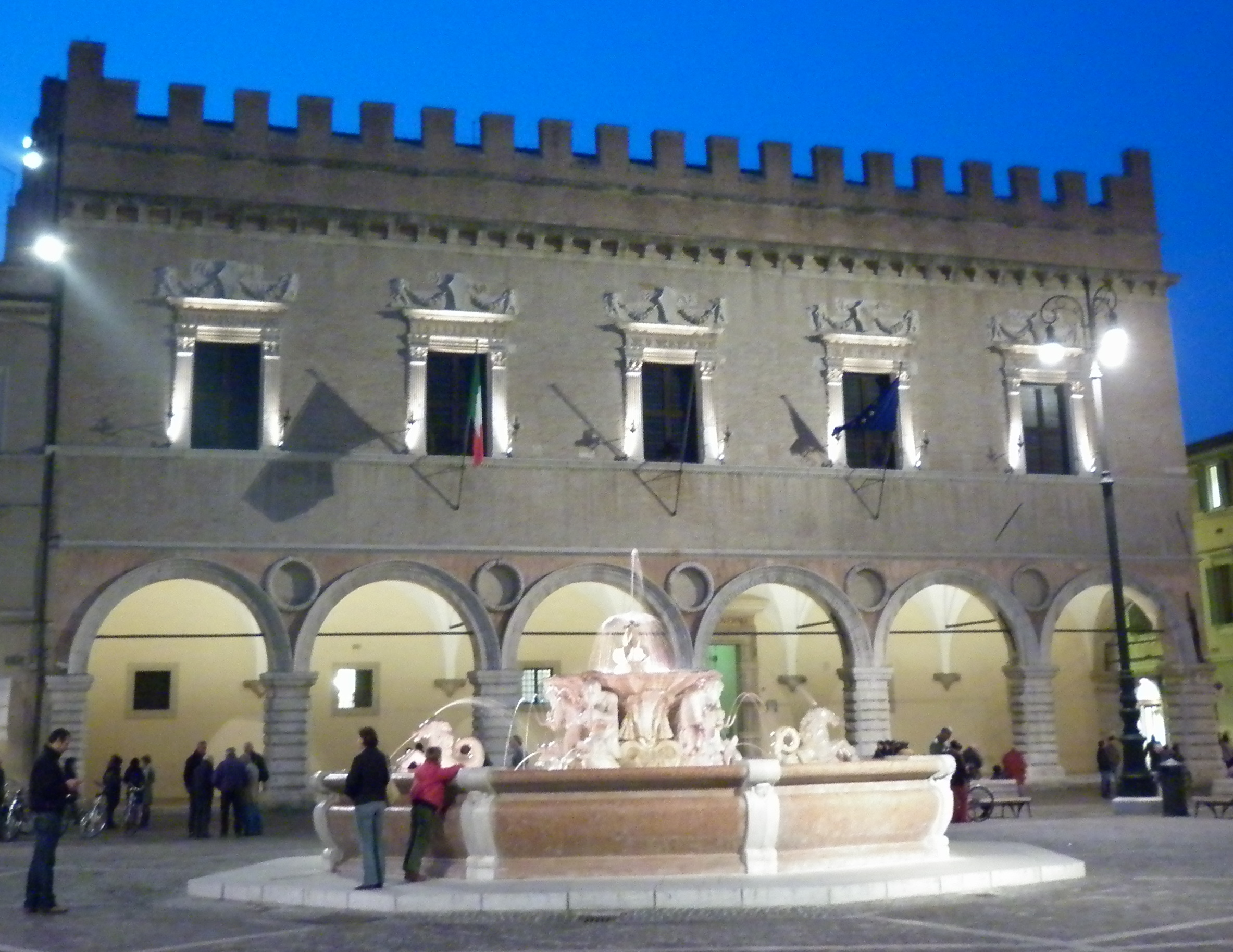
Palazzo Ducale am Abend mit einem Brunnen im Vordergrund

### Kindheit
Lavinia wurde 1554 in Pesaro im dortigen Palazzo Ducale geboren, der auf die Malatesta und auf die Sforza, die früher Herren von Pesaro waren, zurückgeht. Lavinia hatte dadurch wohl Gelegenheit, das bis heute bestehende „Bad“ der Lucrezia Borgia (1480–1519), – der Tochter von Papst Alexander VI. (Rodrigo Borgia) (reg, 1492–1503) zu benützen, die als Gemahlin von Giovanni Sforza, Herrn von Pesaro (reg. 1483–1500 und 1503–1510) in den Jahren 1493 bis 1497 in diesem Palazzo lebte. Seine spätere Form verdankt der Palazzo jedoch Isabellas Großvater, Francesco Maria I. della Rovere, Herzog von Urbino (reg. 1508–1538), der Pesaro gegenüber der traditionellen Hauptstadt des Herzogtums – Urbino – als Residenz bevorzugte, den Palazzo in Pesaro daher von den Architekten Girolamo Genga und dessen Sohn Bartolomeo Genga ausbauen und vergrößern ließ.
Lavinia wuchs jedoch vorwiegend im Palazzo Ducale in Urbino auf, da ihr Vater Guidobaldo II. della Rovere diese Stadt als Residenz bevorzugte. Sie erlebte daher in ihrer Kindheit die Arbeiten zur Adaptierung des von ihrem Großvater Francesco Maria I. vernachlässigten Palazzo Ducale, da ihr Vater von den Architekten Filippo Terzi (* 1520 in Bologna; † 1597 in Setúbal) – er wirkte später vor allem in Portugal – unter Mitwirkung des Bildhauers Federico Brandani (* 1520 in Urbino; † 1575 ebenda) das zweite Stockwerk ausbauen, neue Säle errichten und dekorieren sowie die mittelalterlichen Schießscharten beseitigen ließ.

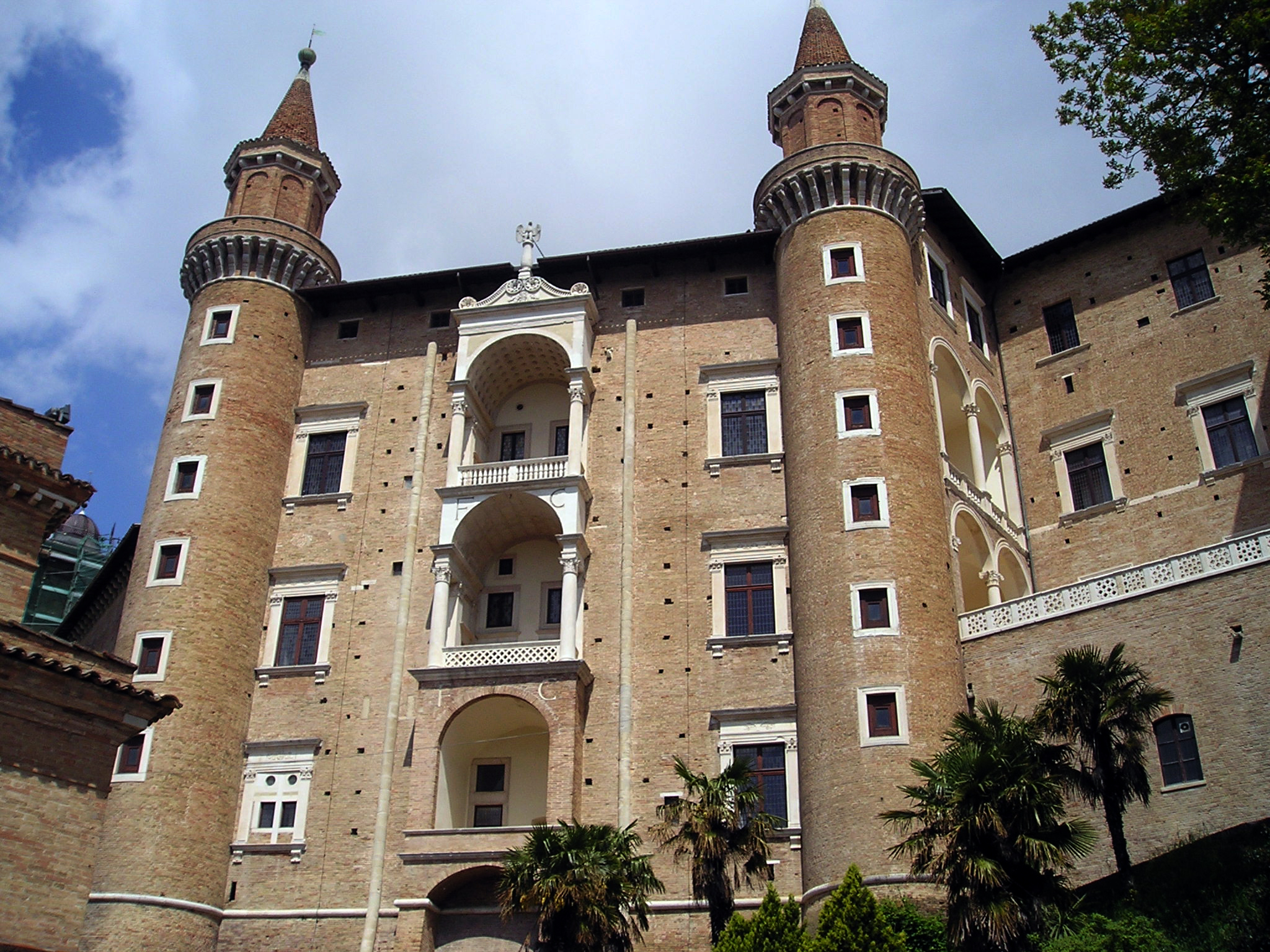
Palazzo Ducale in Urbino, Fassade

Ihr Vater war damals päpstlicher Gouverneur von Fano, stieg jedoch bald zum Generalkapitän der Kirche und zum Präfekten von Rom auf, was für Lavinia längere Aufenthalte in Rom mit sich brachte. Lavinia wuchs mit ihren drei Geschwistern auf, mit denen sie eine aufrichtige Freundschaft verband und deren Ehepartner sie als erweiterte Familie behandelte.

### Familienpolitik
Der Vater Lavinias war naturgemäß daran interessiert, die Stellung seiner erst seit kurzem in den fürstlichen Rang aufgestiegenen Familie durch die Auswahl möglichst hochrangiger Ehepartner für seine Kinder weiter auszubauen. Er konnte jedoch nicht ahnen, dass sein Haus bereits mit seinem Sohn in männlicher Linie erlöschen würde.
Die Geschwister Lavinias sowie sie selbst wurden daher in diesem Sinne als Mittel der dynastischen Politik eingesetzt.
Die älteste Schwester Lavinias, Virginia Feltria della Rovere (* 1544; † 1571 in Neapel), aus der ersten Ehe ihres Vaters mit Giulia Varano Principessa di Camerino (1524–1547), wurde daher am 7. Dezember 1560 mit Don Federico Borromeo (* 1536 in der Burg von Arona; † 19. November 1562 in Rom), 8. Conte di Arona, seit 1562 Duca (Herzog) von Camerino und 1. Principe von Oria verheiratet. Dieser war ein Neffe des Papstes Pius IV. (reg. 1559–1565) (Giovanni Angelo Medici – nicht verwandt mit der berühmten Familie der Medici aus Florenz) und ein Bruder des Erzbischofs von Mailand, Kardinals und späteren Heiligen der Katholischen Kirche Karl Borromäus (* 1538; † 1584). Er war u. a. auch ein Nachkomme des Markgrafen von Brandenburg-Kulmbach, Johann der Alchemist (1406–1464).
In zweiter Ehe wurde Virginia Feltria 1564 mit Don Fernando Orsini (* 1538 in Gravina; † 1589 in Rom), 7. Duca (Herzog) von Gravina (in Apulien in der Provinz Bari) verheiratet. Gravina gehörte seit 1386 als Grafschaft den Orsini und wurde 1436 zum Herzogtum erhoben.
Lavinias Vollbruder Francesco Maria II. della Rovere (1549–1631) war der letzte Herzog von Urbino (reg. 1574–1631) aus dem Haus der della Rovere. Er wurde auf Betreiben seines Vaters in erster Ehe, am 18. Januar 1570 mit Lucrezia d’Este, Prinzessin von Ferrara (* 1535 in Ferrara; † 15. Februar 1597 ebenda) verheiratet. Sie war eine Tochter von Ercole II. d’Este (1508–1559) Herzog von Ferrara, Modena und Reggio (reg. 1534–1559) und der Renée de France (1510–1574). Lucrezia d’Este war damit väterlicherseits eine Enkelin der Lucrezia Borgia und eine Urenkelin von Papst Alexander VI. (Rodrigo Borgia) sowie mütterlicherseits eine Enkelin von Ludwig XII. König von Frankreich (reg. 1498–1515) und der Anne de Bretagne. Als Witwer heiratete Francesco Maria II. della Rovere 1699 in zweiter Ehe seine Cousine, Livia della Rovere (1583–1641), eine Tochter des Ippolito della Rovere, Marchese di San Lorenzo in Campo und der Isabella Vitelli aus dem Haus der Signori dell’Amatrice (in der Provinz Rieti in der Region Latium).

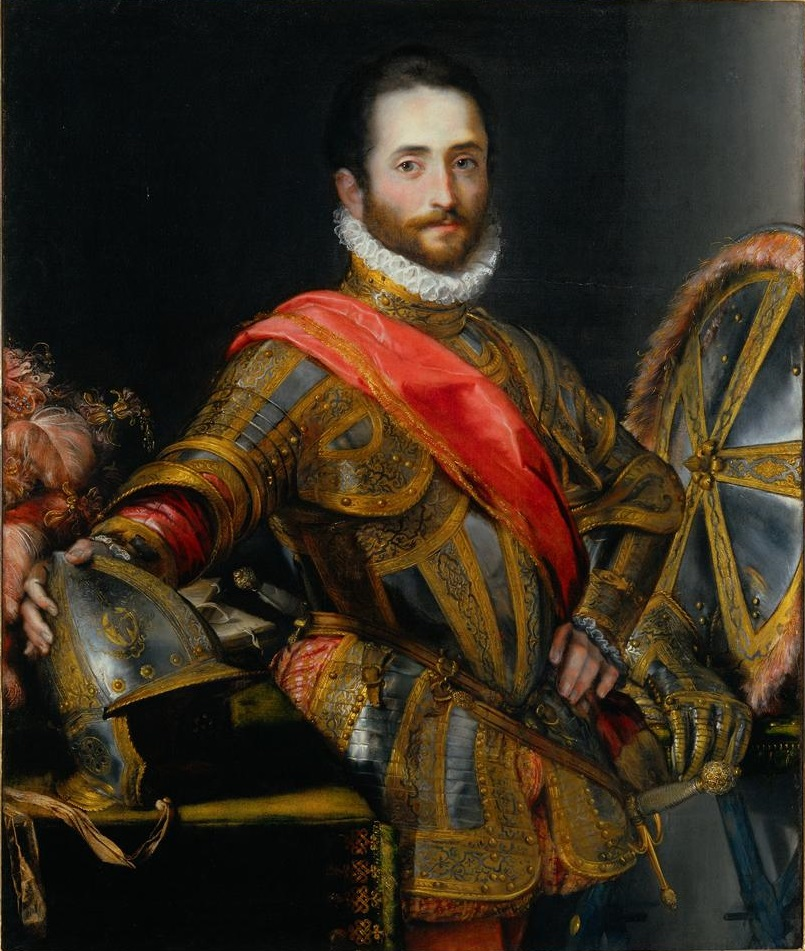
Francesco Maria II. (Gemälde von Federico Barocci, 1572)

Lavinias Schwester, Isabella della Rovere (* 1554 in Pesaro; † 6. Juli 1619 in Neapel), Prinzessin von Urbino, wurde 1565 mit Don Niccolo Bernardino Sanseverino († 21. November 1606 in Neapel), 6. Principe di Bisignano (in der Provinz Cosenza in Kalabrien, seit 1461 im Besitz der Familie), 7. Duca di San Marco, 2. Duca di San Pietro in Galatina (in der Provinz Lecce in Apulien), Duca di Corigliano (in der Provinz Cosenza in Kalabrien), 10. Conte di Tricarico (in der Region Basilicata) e di Chiaramonte (Chiaramonte Gulfi in der Provinz Ragusa in Sizilien), 6. Conte di Altomonte (in der Provinz Cosenza in Kalabrien, Conte di Soleto (in der Provinz Lecce in Apulien etc. etc.)). Durch seine Mutter, Irene Kastriota Scanderbeg war der Ehemann von Isabella auch ein Nachkomme des albanischen Freiheitshelden Gjergj Kastrioti (deutsch Georg Kastriota, * 1405; † 17. Januar 1468 in Lezha), genannt Skanderbeg.
Lavinia hatte somit – dank der ausgreifenden Heiratspolitik ihres Vaters – eine breit gefächerte Schwägerschaft, die über Italien, Frankreich und Deutschland hinaus bis nach Albanien reichte.
Naturgemäß wurde auch sie selbst für die dynastische Politik ihres Vaters eingesetzt, der sie – zur Absicherung seiner Interessen im Königreich Neapel – 1583 mit Alfonso Felice d’Avalos d’Aquino d’Aragona (1564–1593) war ein italienischer Adeliger aus dem ursprünglich spanischen Haus Avalos, das zu den wichtigsten Familien im Königreich Neapel aufgestiegen war. Alfonso verfügte daher über eine beeindruckende Liste von Titeln: Er war 3. Principe di Francavilla, 5. Marchese di Pescara (Hauptstadt der Provinz Pescara, an der Adria) 4. Marchese del Vasto (in der Provinz Chieti, an der Adria), Conte di Monteodorisio (Nachbargemeinde von Vasto).
Das Leben Lavinias spielte sich während ihrer zehnjährigen Ehe (1583–1593) daher vorwiegend auf den zahlreichen Besitzungen ihres Ehemannes in den mittelitalienischen Provinzen Chieti und Pescara ab, wobei Aufenthalte in Rom oder im Königreich Neapel, das damals von der spanischen Linie des Hauses Österreich regiert und von zumeist spanischen Vizekönigen verwaltet wurde, willkommene Abwechslungen waren.

## Ehe und Nachkommen
Lavinia della Rovere heiratete in Pesaro am 5. Juni 1583 Alfonso Felice d’Avalos d’Aquino d’Aragona (1564–1593), 3. Principe di Francavilla, 5. Marchese di Pescara, 4. Marchese del Vasto etc. Grande von Spanien, Oberstkämmerer im Königreich Neapel, Päpstlicher Thronassistent und Ritter des Ordens vom Goldenen Vlies.
Kinder:
- Donna Isabella d’Avalos (* 26. April 1585 in Pesaro; † 27. September 1648), Erbin der väterlichen Güter, ⚭ 6. Dezember 1597 in Fossombrone ihren Cousin, Don Inigo d’Avalos d’Aquino d’Aragona (* um 1578; † 20. November 1632 in Vasto), 5. Principe di Francavilla; 6. Marchese di Pescara, 5. Marchese del Vasto etc. Oberstkämmerer des Königreiches Neapel, 1605 Ritter des Ordens vom Goldenen Vlies. Er ist der Stammvater des noch blühenden Hauses der Herzöge von Avalos.

- Donna Caterina d’Avalos (* 16. August 1586 in Urbino; † 23. Mai 1618 in Novellara) ⚭ 13. Januar 1605 Camillo II. Gonzaga (* 25. Mai 1581 in Novellara; † 8. November 1650 ebenda) 5. Reichsgraf von Novellara, Cortenuova und Bagnolo (reg. 1589–1640, 1644–1650); Signore del canale delle acque di Novellara, Signore di San Tommaso, Santa Maria e San Giovanni;
  - Deren Tochter Lavinia Tecla Gonzaga (* 14. Oktober 1607; † 20. Februar 1639) ⚭ 1.) 17. Dezember 1628 in dessen 3. Ehe Wratislaw I. von Fürstenberg a. d. H. Mösskirch, (* 31. Januar 1584 in Prag; † 10. Juli 1631 in Wien), Reichshofratspräsident, Ritter des Ordens vom Goldenen Vlies, ⚭ 2.) 7. Oktober 1635 Otto Friedrich Reichsgraf von Harrach zu Rohrau (* 2. September 1610; † 7. Mai 1639). Lavinia Tecla hinterließ in Europa eine zahlreiche Nachkommenschaft, die vorwiegend in Deutschland und Österreich lebt.
  - Deren jüngerer Sohn, Alfonso I. Gonzaga, 7. Reichsgraf von Novellara (1616–1678), war der nähere Stammvater seines 1728 erloschenen Hauses. Zu dessen Nachkommen zählt u. a. Beatrice d’Este (1750–1828), die Erbin ihres Hauses und des Herzogtums Modena etc., die durch ihre Ehe mit Erzherzog Ferdinand Karl von Österreich (1754–1806) zur Stammmutter des Hauses Österreich-Este wurde.

- Don Ferrante Francesco d’Avalos (* 9. September 1587 in Casalmaggiore; † 20. August 1590)

- Donna Maria d’Avalos (* 19. Juni 1589; † 1689), Nonne im Kloster Santa Katherina in Pesaro